# Liste der Monuments historiques in Broussy-le-Petit
Die Liste der Monuments historiques in Broussy-le-Petit führt die Monuments historiques in der französischen Gemeinde Broussy-le-Petit auf.

## Liste der Objekte
| Bezeichnung                          | Beschreibung                                    | Standort                                  | Kennzeichnung | Schutzstatus | Datum | Bild |
| ------------------------------------ | ----------------------------------------------- | ----------------------------------------- | ------------- | ------------ | ----- | ---- |
| Skulptur Heiliger Hubertus           | Holz, 17. Jahrhundert                           | in der Kirche St-Pierre-et-St-Paul (Lage) | PM51002759    | Inscrit      | 1978  |      |
| Prozessionsstab Heiliger Hubertus    | Holz, 18. Jahrhundert                           | in der Kirche St-Pierre-et-St-Paul (Lage) | PM51002758    | Inscrit      | 1978  |      |
| Tabernakel                           | mit Relief Guter Hirte; Holz, 18. Jahrhundert   | in der Kirche St-Pierre-et-St-Paul (Lage) | PM51002756    | Inscrit      | 1978  |      |
| Kredenz                              | Holz, Marmor, 18. Jahrhundert                   | in der Kirche St-Pierre-et-St-Paul (Lage) | PM51000116    | Classé       | 1979  |      |
| Skulpturenreliquiar Heilige Mastidia | Holz, 18. Jahrhundert                           | in der Kirche St-Pierre-et-St-Paul (Lage) | PM51002760    | Inscrit      | 1978  |      |
| Retabel                              | mit Relief Taufe Christi; Holz, 18. Jahrhundert | in der Kirche St-Pierre-et-St-Paul (Lage) | PM51002757    | Inscrit      | 1978  |      |
| Adlerpult                            | Holz, 18. Jahrhundert                           | in der Kirche St-Pierre-et-St-Paul (Lage) | PM51002761    | Inscrit      | 1978  |      |